# 湯尾駅
湯尾駅（ゆのおえき）は、福井県南条郡南越前町湯尾にある、ハピラインふくいハピラインふくい線の駅である。

## 歴史
- 1943年（昭和18年）4月10日：国有鉄道北陸本線の今庄駅 - 鯖波駅（現在の南条駅）間に湯ノ尾信号場として開設する[3]。
- 1948年（昭和23年）9月1日：駅に昇格し、湯尾駅（旅客駅）となる[1][2][4]。
- 1971年（昭和46年）3月25日：荷物の取扱を廃止する[5]。駅員無配置駅となる[6]。
- 1987年（昭和62年）4月1日：国鉄分割民営化により、西日本旅客鉄道の駅となる[3]。
- 2018年（平成30年）9月15日：ICカード「ICOCA」の利用が可能となる[7][8][9][10][11][12]。
- 2024年（令和6年）3月16日：北陸新幹線の金沢駅 - 敦賀駅間開業に伴い、ハピラインふくいの駅となる[13][14][15]。

## 駅構造

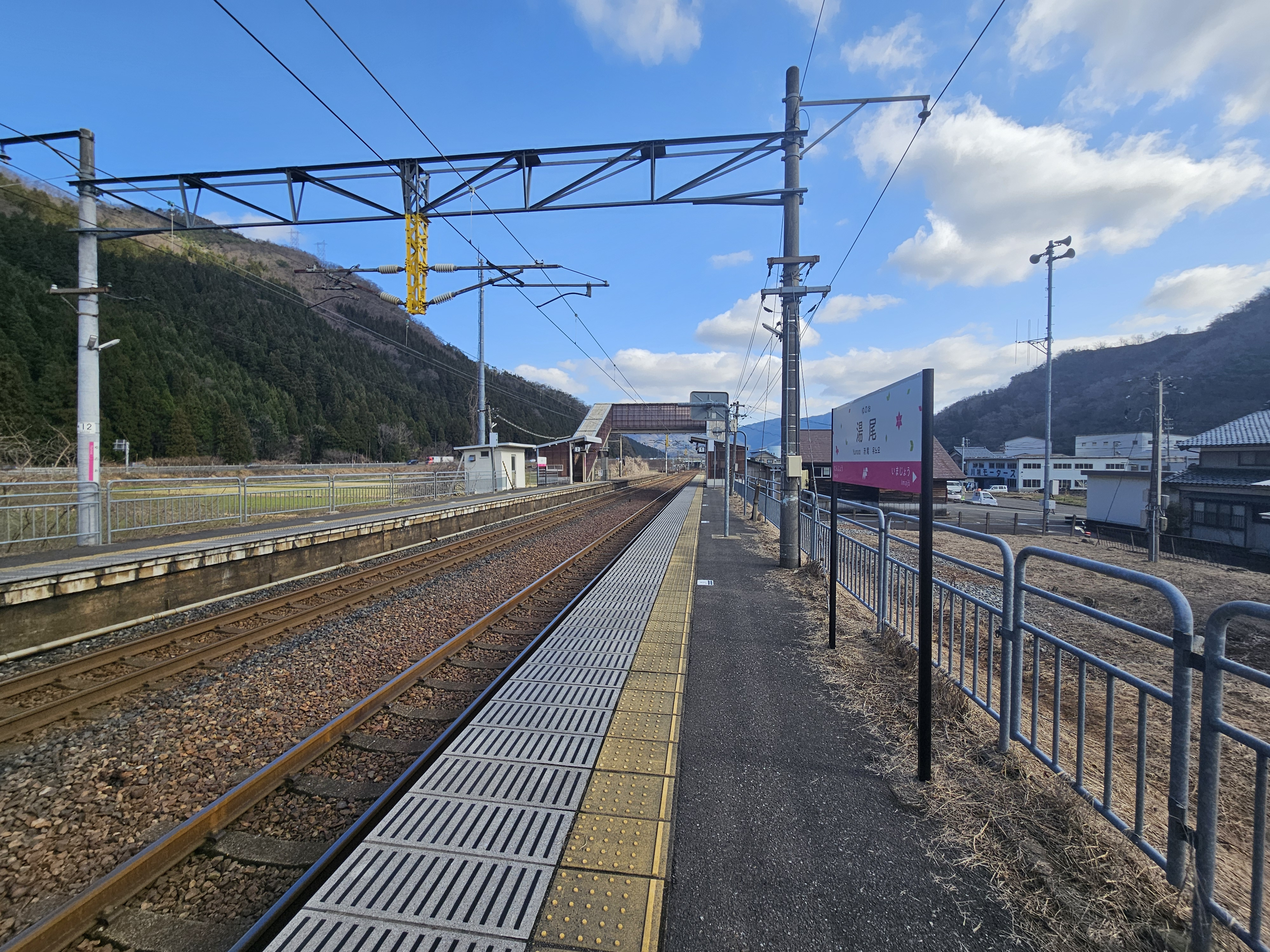
プラットホーム（2025年3月）
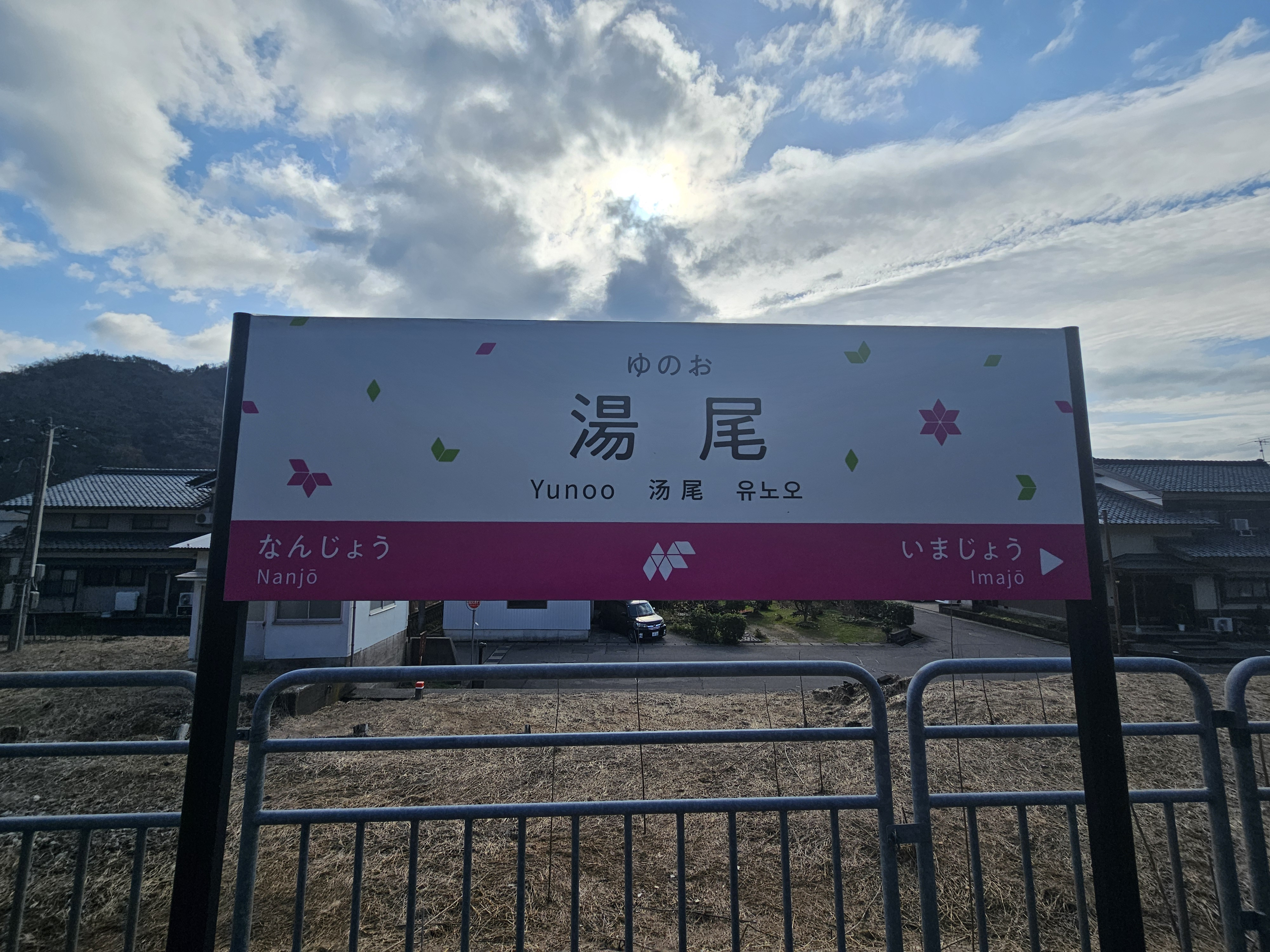
駅名標（ハピラインふくい仕様）

相対式ホーム2面2線を有する地上駅。分岐器や絶対信号機を持たないため、停留所に分類される。ホーム間は跨線橋で連絡している。上りホーム側に設置された駅舎はログハウス風となっている。北陸新幹線敦賀延伸までは、JR西日本金沢支社の福井地域鉄道部管理の無人駅であり、自動券売機は設置されていない。ICカード専用の簡易改札機が設置されている。

### のりば
| のりば | 路線                | 方向 | 行先           |
| ------ | ------------------- | ---- | -------------- |
| 1      | ■ハピラインふくい線 | 上り | 敦賀方面       |
| 2      | ■ハピラインふくい線 | 下り | 福井・金沢方面 |

- 長らくのりば番号が設定されていなかったが、ICOCA導入までには設定された。駅舎側（上り）が1番のりば、反対側（下り）が2番のりばである。

## 利用状況
「福井県統計年鑑」によると、2022年（令和4年）度の1日平均乗車人員は71人である。
近年の1日平均乗車人員は以下の通り。
| 年度   | 1日平均 乗車人員 |
| ------ | ---------------- |
| 1997年 | 140              |
| 1998年 | 140              |
| 1999年 | 140              |
| 2000年 | 123              |
| 2001年 | 118              |
| 2002年 | 114              |
| 2003年 | 106              |
| 2004年 | 103              |
| 2005年 | 96               |
| 2006年 | 97               |
| 2007年 | 91               |
| 2008年 | 103              |
| 2009年 | 110              |
| 2010年 | 122              |
| 2011年 | 103              |
| 2012年 | 99               |
| 2013年 | 86               |
| 2014年 | 88               |
| 2015年 | 83               |
| 2016年 | 97               |
| 2017年 | 94               |
| 2018年 | 93               |
| 2019年 | 94               |
| 2020年 | 75               |
| 2021年 | 68               |
| 2022年 | 71               |

## 駅周辺
- 北陸自動車道 今庄IC
- 国道305号・国道365号[2]
- 湯尾峠
- 南越消防組合 南消防署

今庄住民利用バス「JR湯尾駅」バス停留所は2023年（令和5年）5月31日をもって運行を終了し、廃止されている。

## 隣の駅
ハピラインふくい
■ハピラインふくい線
■快速
通過
■普通
今庄駅 - 湯尾駅 - 南条駅